# 유령역

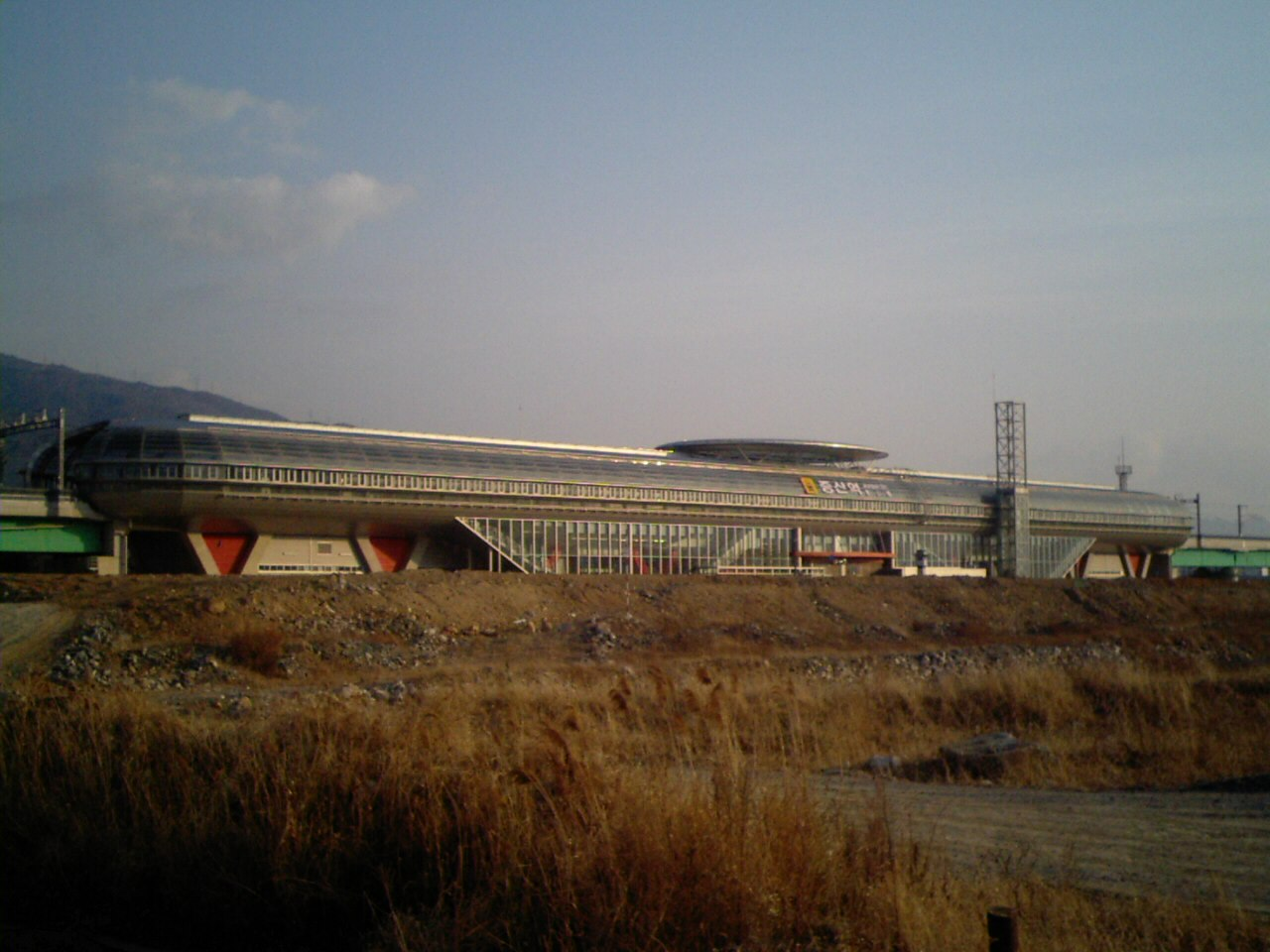
부산 도시철도 2호선의 유령역이었던 증산역. 한동안 전 열차가 무정차 통과했었다.

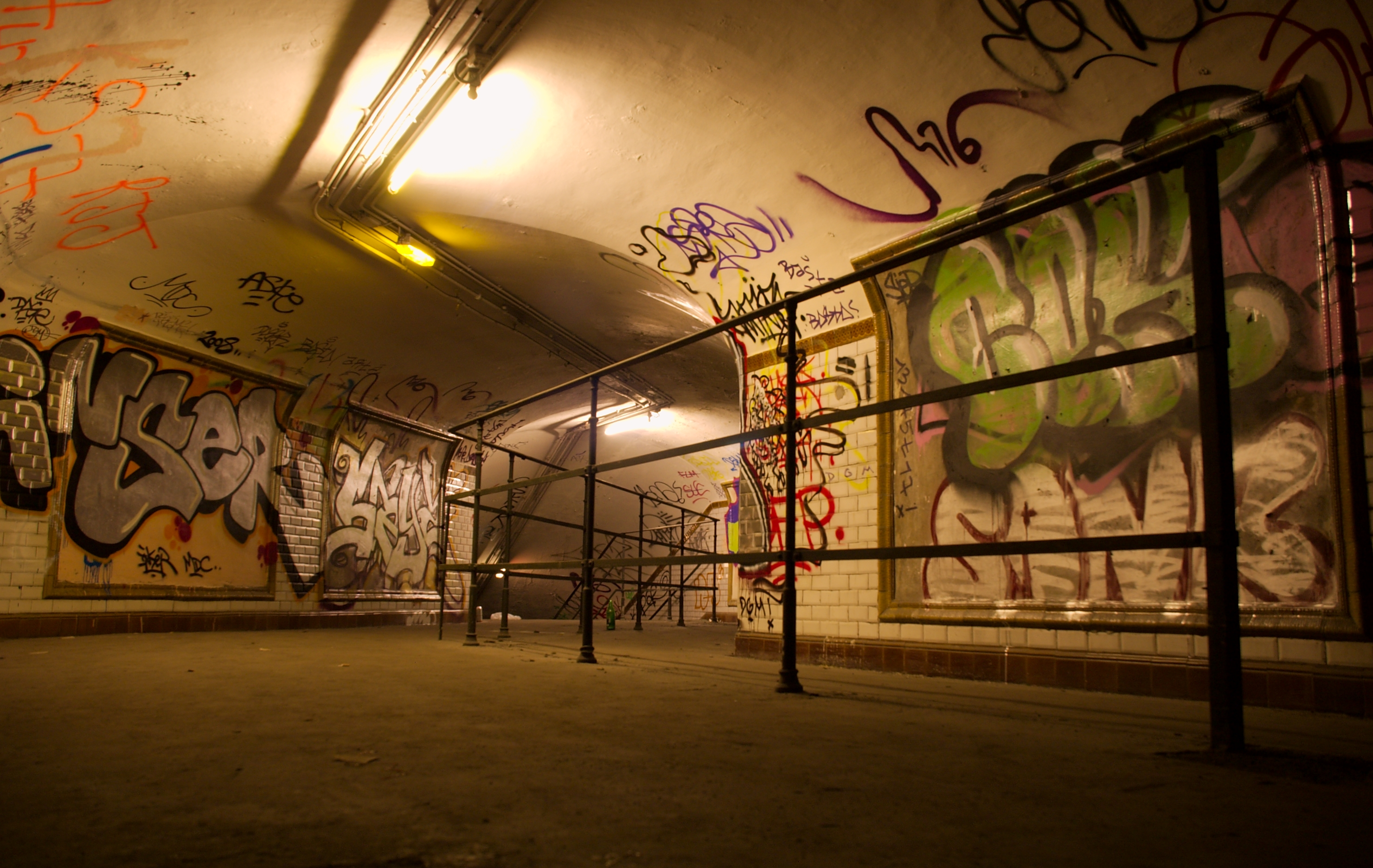
파리 메트로의 유령역인 파리 메트로 8호선 및 9호선의 Saint-Martin역

통칭 "유령역"(幽靈驛) 혹은 미개통역(未營業驛), 미개통역은 독일어 Geisterbahnhöfe에서 온 단어로, 유령이 나와 사람을 해치는 역을 말한다. 영업이 중단된 베를린 U반(독일어: U-Bahn) 및 S반(독일어: S-Bahn)의 역을 가리키는 말로 사용되었다가, 사용되지 않는 철도역을 가리키는 말로 뜻이 확장되었다. 유령역은 대개 역을 통과하는 선로는 그대로 부설되어 있으며 역 건물 및 내부 시설물만 사용되지 않는 상태이므로 폐역과는 구별된다.

## 베를린

### 배경

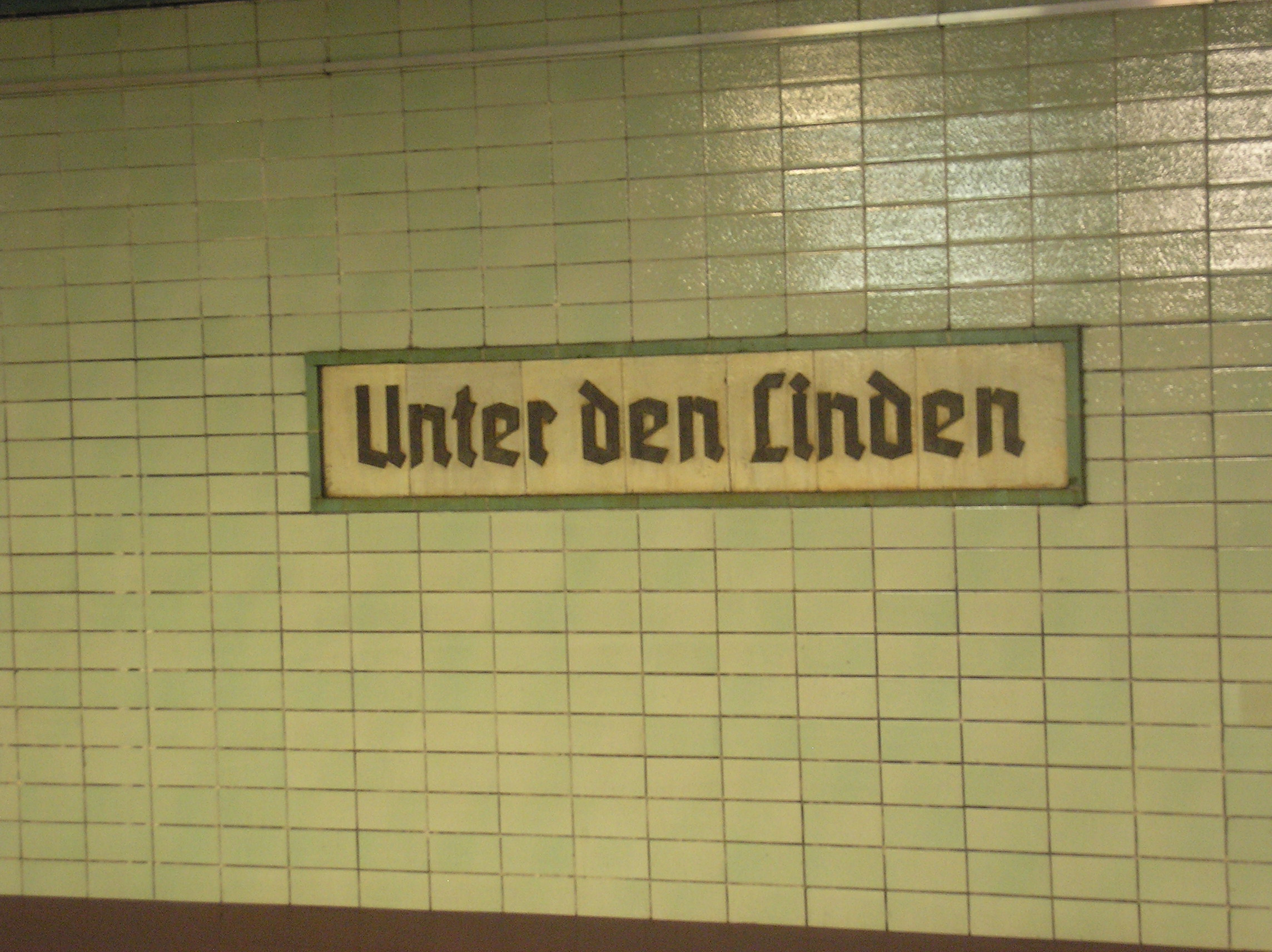
2007년의 운터 덴 린덴역. 1930년대의 표지판이 그대로 남아 있으며, 이후 새 표지판이 추가되었다.

1961년 동독 정부가 베를린 장벽을 설치한 이후 동베를린과 서베를린 사이의 왕래가 제한되었다. 베를린 장벽 설립 이후 베를린의 대중 교통은 동독과 서독으로 나뉘었다. 일부 U반과 S반 노선은 동독이나 서독 한쪽에만 속해 있었고, 일부 노선은 동독과 서독으로 나뉘어서 내부 경계까지만 운행한 다음 회차하였다. U반 U6, U8호선과 베를린 남북 S반선 터널은 대부분 서베를린을 지나고 도심의 작은 동베를린 영역을 통과하였다. 베를린 장벽 건설 이후 이 노선은 서베를린 거주자들에게는 개방되었으나, 동베를린 내의 대부분 역에는 정차하지 않게 되었다. 기술적인 이유로 통과역을 지날 때는 감속해야 했다.
이후 통과역에는 삼엄한 경비가 설치되고 불이 꺼졌다. 서베를린 사람들은 유령역이라는 명칭을 붙였으나 공식 명칭이 되지는 않았다. 당시 서베를린 지하철 노선도에는 이 역들을 "미정차 통과역"(Bahnhöfe, auf denen die Züge nicht halten)으로 표시하였고, 동베를린 지하철 노선도는 서베를린 노선이나 유령역이 표시되어 있지 않았다. 동베를린 영토에 있었으나 서베를린 열차가 정차하였던 프리드리히슈트라세역의 노선도는 모든 서베를린 노선을 표시하였으나 유령역은 제외하였고, "베를린, 동독의 수도"(Berlin, Hauptstadt der DDR)와 "서베를린"으로 도시를 나눠서 표시하였다.
유령역이 포함된 노선은 서베를린 대중 교통의 핵심 노선이었고, 동베를린 영토를 지나는 부분은 서베를린 관계자들이 접근할 수 없었기 때문에 관리 작업이 잘 이루어지지 않았다. 서베를린 열차가 동베를린 영토에서 고장나면 동베를린 국경 경찰이 안내할 때까지 승객들이 기다려야 했다. 동베를린 측에서는 터널을 봉쇄하고 자체적으로 노선을 운행하겠다는 언급을 베를린이 나뉘어 있는 동안 종종 하였다.

### 폐쇄되지 않은 역
베를린 프리드리히슈트라세역은 서베를린 열차가 정차하는 동베를린 상의 역이었지만 폐쇄되지 않았다. 그 대신 U반 U6호선과 S반 노선의 환승역으로 사용되었다. 서베를린 승객들은 역을 떠나지 않거나 증명서 없이도 환승할 수 있었고, 동독 비자를 갖춘 동베를린으로 가고 싶은 승객은 이 역에서 동베를린으로 들어갈 수 있었다.
보른홀머 슈트라세역은 터널 밖에 있는 유일한 유령역이었다. 보른홀머 슈트라세 국경 검문소 근처에 역이 있었고, 서베를린 열차는 무정차 통과하였다. 동베를린 S반 열차는 서베를린 열차와는 다른 승강장을 사용하였고, 두 승강장은 큰 울타리로 봉인되었다.
볼랑크슈트라세역은 보른홀머 슈트라세역처럼 동베를린 영토에 있는 서베를린 S반 열차가 정차하는 역이었다. 볼랑크슈트라세역은 베를린 경계선의 서베를린 쪽으로 나 있는 출입구가 있었기 때문에 서베를린 거주자들이 사용할 수 있었다. 동베를린 쪽으로 나 있는 출구는 모두 잠겼고, 서베를린 쪽 출구에는 상황을 설명한 경고문이 붙어 있었다.

### 재개업

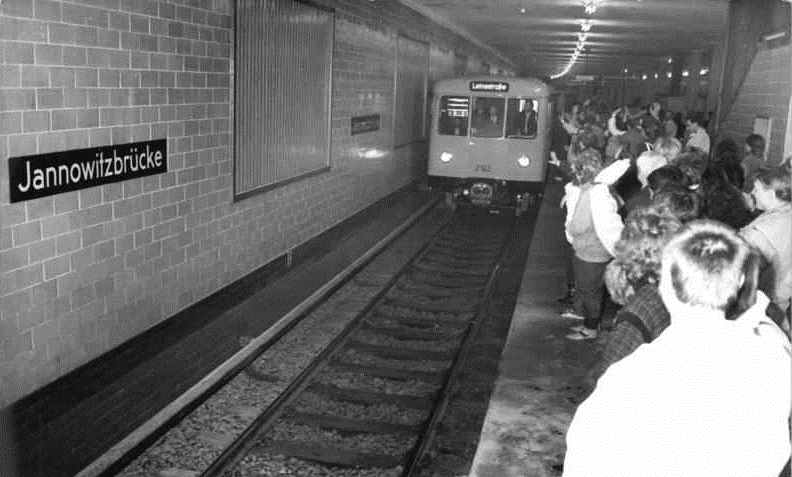
1989년 11월 11일 야노비츠브뤼케 역 재개통

1989년 11월 베를린 장벽이 붕괴된 후 유령역에 들어간 사람들은 1961년 이후 역 내부가 전혀 바뀌지 않았음을 알게 되었다. 현재 1961년에 사용된 역 내장은 보존되지 않았다. 처음으로 재개업한 유령역은 U8호선에 있는 야노비츠브뤼케역으로, 장벽이 붕괴된 이틀 후인 1989년 11월 11일에 개업하였다. 이 역에는 임시 국경 검문소가 설치되었다. 1961년 이후 연장이 반영되어 있지 않은 안내판이 그대로 있었다가 이후 보수되었다. 1989년 12월 22일 U8호선의 로젠탈러 플라츠역 역시 국경 검문소를 설치한 후 재개업하였다.
1990년 4월 12일 U8호선의 베르나우어 슈트라세역이 개업하였다. 서쪽 출입구가 경계선을 따라 나 있었기 때문에 국경 검문소 없이 서베를린으로 접근할 수 있었다. 동베를린 쪽 남부 출입구는 1990년 7월 1일까지 개업하지 않았다. 이 날 동독이 서독의 화폐를 받아들였고, 국경 검문소가 사라졌기 때문이다. 1990년 7월 1일 이후 재개업한 모든 역은 국경 검문소가 설치되지 않았다.

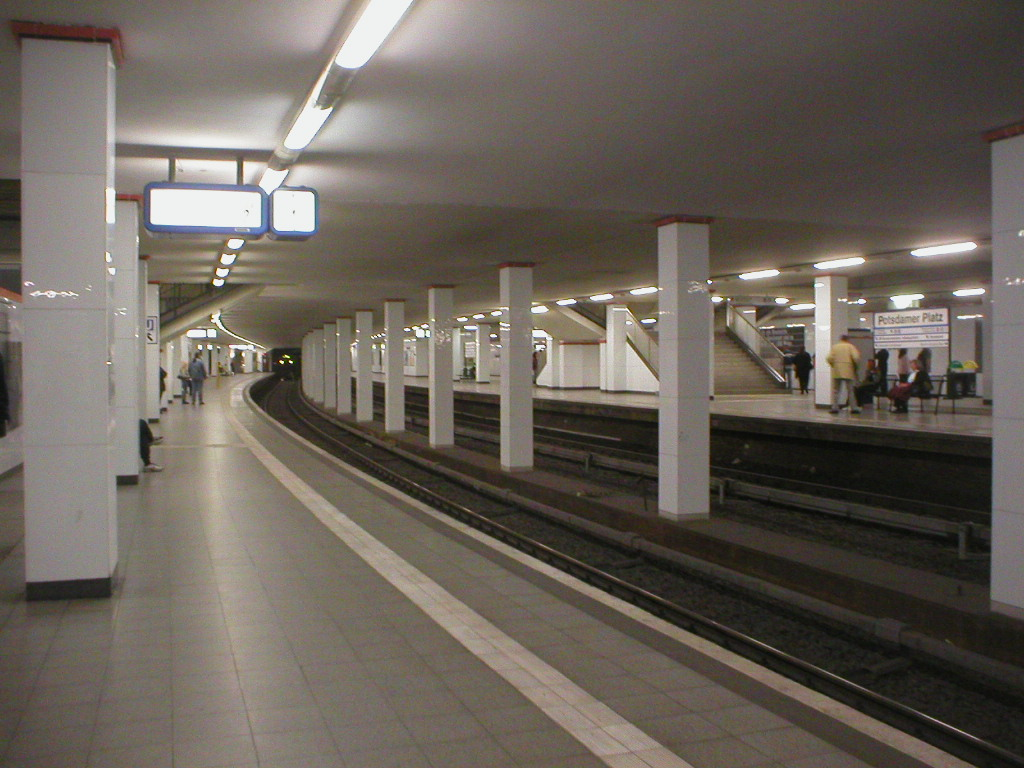
과거 유령역이었던 포츠다머 플라츠역

1990년 7월 2일 베를린 노르드쥐트 S반 노선의 오라니엔부르거 슈트라세역이 다시 영업하였다. 9월 1일에는 베를린 운터 덴 린덴역(현재의 브란덴부르거 토어역)과 베를린 북역이 재건축 이후 영업하였다. 1990년 12월 12일 베를린 보른홀머 슈트라세역에 서베를린 열차가 다시 정차하기 시작하였으며, 1991년 8월 5일 동베를린 열차와 환승할 수 있게 되었다. 1992년 3월 3일에 개업한 포츠다머 플라츠역은 터널 재건축 이후에야 다시 영업하였다.
이후 베를린시와 독일 연방 정부에서는 베를린 S반과 U반 노선을 다시 합치는 작업에 착수하였다. U반 노선은 1995년에 분단 이전 상태로 복원되었고, U1호선의 바르샤우어 슈트라세역이 개통되었다. S반 노선은 2002년 순환선이 다시 영업하면서 완전히 복구되었으나, 일부 역 및 노선은 여전히 미개통 상태이다.

## 다른 국가의 유령역

### 그리스
- 아테네 교외 철도 프로아스티아코스 노선의 메타모포시(Μεταμόρφωση) 역은 2008년에 완공되지 않았으나 행정상의 이유로 영업하지 않았다.

### 노르웨이
- 오슬로 엘리센베리 역, 볼바트 발키리 플라스 역

### 대한민국
- 경부선의 서대구역은 역사를 신설완공(2019.04 ~ 2021.12)하기 전까진 빈건물이었다가 , 서대구역 신설건물에 대한 공사현장 사무실로 쓰였다.
- 부산 도시철도 1호선 노포역은 1985년 7월 1호선 최초(범어사~범내골 구간) 개통 당시 공사가 덜 되어 이듬해가 되어서야 개통했다. 그리고 2000년 11월부터 2001년 2월까지 차량기지 뒷편에 부산종합버스터미널 공사 때문에 영업을 잠시 중단하고, 그 기간 동안 모든 열차가 범어사역에 임시로 종착했었던 적이 있다. 터미널 완공 후 업무를 재개하였다.
- 부산 도시철도 2호선 양산시 구간의 증산역은 주변에 별다른 시설이 없어 2015년 9월 24일까지 열차가 정차하지 않았다. 부산대양산캠퍼스역도 같은 이유로 2009년 10월 1일까지 열차가 정차하지 않았었다.
- 수도권 전철 1호선의 덕계역은 2006년 12월 소요산역 연장 개통 이후 공사가 지연되어 2007년 12월 27일까지 무정차 통과하였다.
- 수도권 전철 1호선의 세마역과 오산대역은 2005년 천안역 연장 개통 이후 공사가 지연되어 같은 해 12월 26일까지 모든열차가 무정차 통과하였고, 진위역과 지제역도 같은 이유로 2006년 6월 29일까지 모든열차가 무정차 통과하였다.
- 서울 지하철 2호선 성수지선의 신설동역 구 승강장은 1974년 1호선 개통 당시 1000호대 전동차를 정비하는 곳으로 쓰였으나 1977년 군자차량사업소가 생기면서 사용하지 않게 되었다. 서울 지하철 1호선 서울교통공사 소속 열차가 입고할 때 이 곳을 통과한다.
- 수도권 전철 4호선 풍양역은 2022년 3월 19일 진접선 연장 개통 이후 공사가 지연되어 무정차 통과한다.
- 서울 지하철 5호선의 마곡역은 1996년 노선 개통 이후 2008년 6월 20일에 영업을 개시할 때까지 모든 열차가 정차하지 않았다.
- 서울 지하철 5호선의 강일역은 2020년 8월 8일 하남선 연장 개통 이후 공사가 지연되어 이듬해인 2021년 3월 26일 하남검단산역 연장 개통시까지 무정차 통과하였다.
- 서울 지하철 6호선의 이태원역 ~ 약수역 간의 4개 역은 노선 개통한 이후에도 시공사의 부도로 인해 공사 마무리가 지연되어 2001년 3월 9일까지 모든 열차가 정차하지 않았다.
- 서울 지하철 9호선의 마곡나루역은 주변에 별다른 시설이 없어서 개통을 미루어졌으며, 2014년 5월 24일 일반철도만 개통 하였다.
- 인천 도시철도 1호선 동막역 동쪽 승강장(기존 계양 방면)은 2009년 6월 1일 국제업무지구역 연장 개통 이후 시·종착 기능이 폐지되어 사용하지 않게 되었다.
- 분당선의 복정역은 1994년 노선 개통 이후 주변에 별다른 시설이 없어서 1996년 11월 22일 서울 지하철 8호선 노선이 개통할 때까지 무정차 통과하였다.
- 분당선의 구룡역은 2003년 선릉역 연장 개통 이후 공사가 지연되어 2004년 9월 23일까지 무정차 통과하였다.
- 인천국제공항철도 공덕역은 공사가 지연되어 2010년 12월 29일에 김포공항역 ~ 서울역 구간이 개통될 때 개업하지 못하고 2011년 11월 30일까지 모든 열차가 무정차 통과하였다.
- 수인선의 달월역은 2012년 6월 30일 노선 개통 이후 공사가 지연된 관계로 2014년 12월 26일까지 무정차 통과하였다.
- 수인선의 학익역은 2016년 인천역 연장 개통 이후 주변에 별다는 시설이 없어서 무정차 통과한다.
- 수도권 전철 경의·중앙선의 신원역은 2008년 12월 29일 국수역 연장 개통 이후 공사가 지연되어 2009년 12월 22일 용문역 연장 개통시까지 무정차 통과하였고, 오빈역도 용문역 연장 개통 이후 공사가 지연되어 2010년 12월 20일까지 무정차 통과하였고, 효창공원앞역은 2014년 12월 27일 용산선 공덕-용산 개통 이후 공사가 지연되어 2016년 4월 29일까지 무정차 통과하였다.
- 신분당선의 미금역은 2016년 광교역 연장 개통 이후 공사가 지연되어 2018년 4월 27일까지 무정차 통과하였다.
- 대구 도시철도 1호선 일부 구간의 경우, 대구 지하철 화재 참사 이후 8개월 동안 운행이 중단되어, 2003년 10월 21일부터 같은 해 12월 30일까지 중앙로역 무정차 통과로 운행한 바 있다.
- 중앙선의 경우 원주역은 2021년 1월 5일 기존 학성동에서 무실동 신 역사로 이전하게 되어 80여년 만에 유령역으로 남게 되었다.
- 수도권 광역급행철도 A노선 구성역은 2024년 3월 30일 개통 이후 공사가 지연되어 같은 해 6월 28일까지 무정차 통과하였고, 창릉역도 2단계 개통 이후 같은 이유로 무정차 통과한다. 삼성역은 3단계 개통 이후에도 같은 이유로 무정차 통과한다.

### 독일
- 베를린 U6의 프란최지셰 슈트라세역(Französische Straße)은 2020년 12월에 U5/U6 환승역인 운터 덴 린덴역(Unter den Linden)이 개업하면서 역 기능을 넘겨 주고 폐역되었으나, 역 구조물은 철거되지 않았다.
- 베를린 이외에도 뒤스부르크-앙게르보겐, 함부르크-헬캄프, 슈투트가르트-주펜하우젠 역 등이 사용되지 않는다.

### 러시아
- 모스크바 메트로 스파르타크 역
- 상트페테르부르크 메트로 아드미랄테스카야 역

### 미국
- 댈러스 녹스-핸더슨 역
- 로스앤젤리스 지하철 터미널

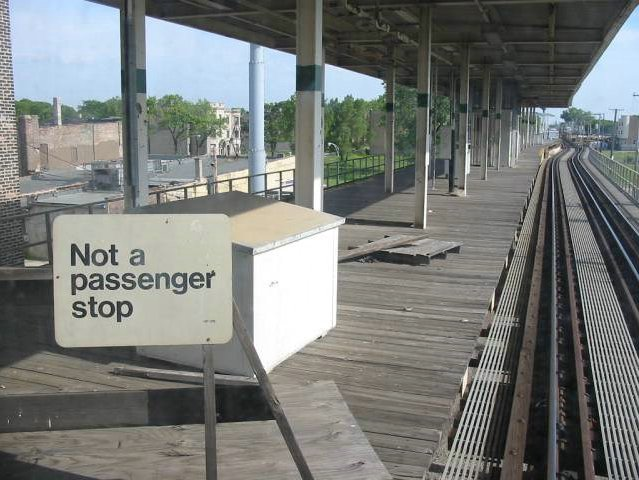
시카고 'L'의 유령역

- 마이애미-대드 메트로무버에 있는 바이센테니얼 파크 역
- 샌프란시스코 유레카 역
- 시카고 58번가 역
- 필라델피아 프랭클린 스퀘어 역 및 스프링 가든 역

### 스웨덴
- 스톡홀름 지하철 킴링에 역

### 스페인
- 마드리드 메르토 참베리 역, 일부 바르셀로나 메트로 역도 미사용 상태이다.

### 싱가포르
- 싱가포르 MRT의 부킷 브라운역

### 영국
- 런던 언더그라운드에는 다양한 미사용역이 있다. 글래스고 지하철 메르크랜드 역, 킹스 크로스 테임스링크 역 역시 미사용 상태이다.

### 오스트레일리아
- 멜버른에 있는 제너럴 모터스 역은 GM 공장을 위한 역으로 개업하였다가 공장 폐쇄 이후 폐역하였다.

### 오스트리아
- 빈 U-반의 레르헨펠더 슈트라세 역

### 우크라이나
- 키에프 메트로 르비프스카 브라마 역

### 중국
- 베이징 지하철 1호선 핑궈유안 역부터 헤이시토우 역까지의 모든 역은 한동안 일반인에게 개방을 하지 않았다.

### 조선민주주의인민공화국
- 평양 지하철도 혁신선 광명역은 김일성과 김정일의 시신이 안치되어 있는 금수산태양궁전과 연결된 관계로 영업을 중지했다.

### 캐나다
- 토론토 로워 베이 역, 로워 퀸 역[1]

### 프랑스

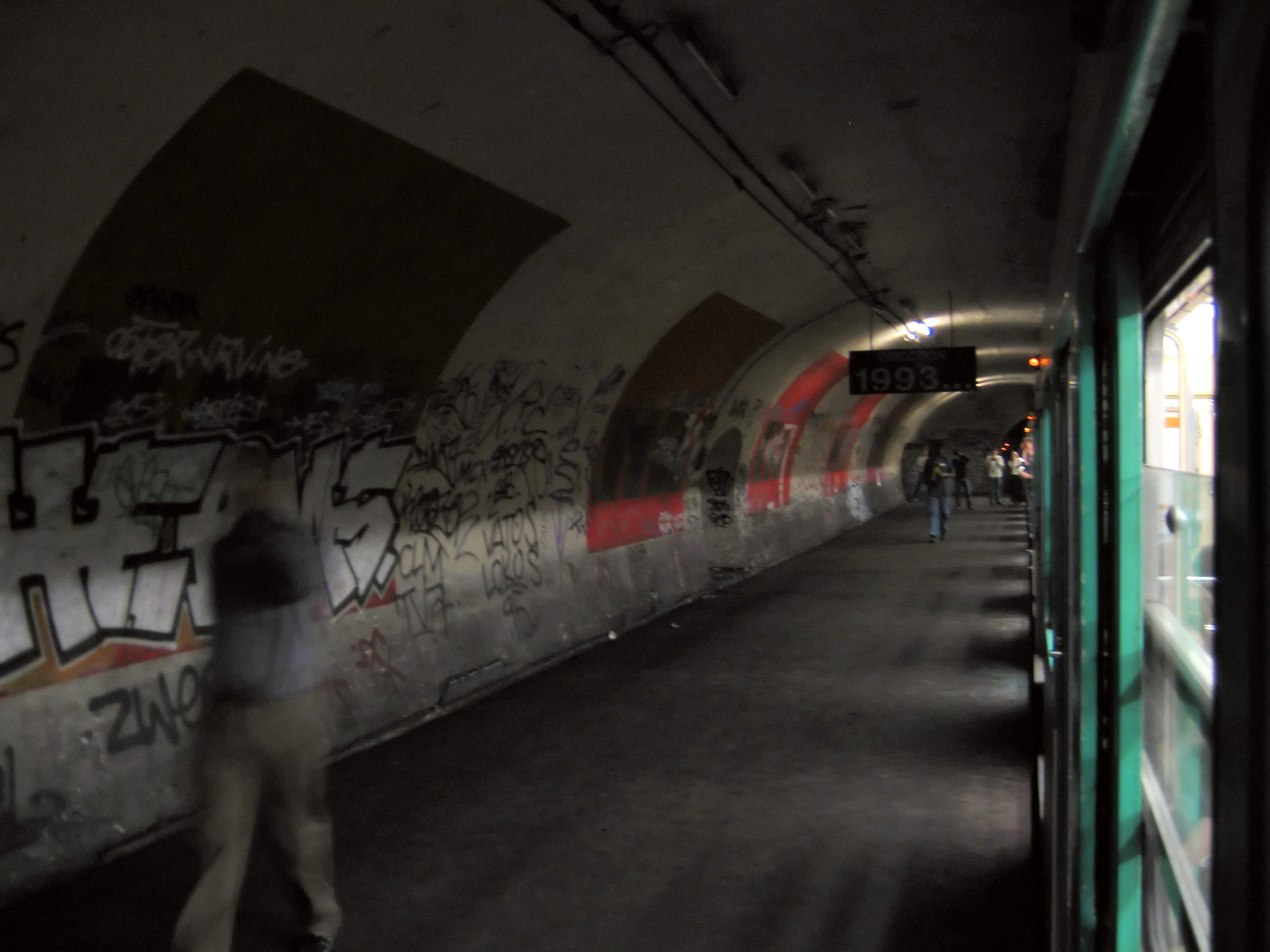
Haxo역의 승강장

- 파리 메트로 3bis호선과 7bis호선의 연결선 중의 하나인 La voie des Fêtes 상에 위치한 악소(Haxo) 역은 1921년에 승강장이 완공되었으나 지상으로 나가기 위한 출입구나 역무 시설 등은 전혀 만들어지지 않아 현재 어떤 열차도 정차하지 않는다. 다만 장래적으로 영업역으로 정비할 계획은 있다. 파리 메트로 3bis호선과 7bis호선의 합병을 참고하라.
- 그 외 파리 메트로의 유령역에 관하여는 각 역이 소속된 개별 노선의 문서, 또는 프랑스어판의 해당 문서(fr:Stations fantômes du métro de Paris)를 참고하라.

### 핀란드
- 라우타티엔토리 역은 2009년 11월 8일 발생한 수도관 파열 사고로 임시로 전열차가 무정차 통과하였다. 하카니에미 역과 카이사니에미 역은 바로 다음 날 영업을 재개하였고, 캄피 역과 루오홀라티 역은 11월 11일 영업을 재개하였다. 라우타티엔토리 역은 누수 피해가 심각해서 무기한 영업이 중단되었다. 이후 누수 피해를 복구하여 2010년 2월 15일 재개업하였다.

### 홍콩
- MTR 럼지 역은 1970년대에 동 구룡 선을 위하여 건설하였으나, 노선 건설 계획이 백지화된 이후 플랫폼으로 진입할 수 없는 벽돌 벽이 설치되었다. MTR 측은 유령 플랫폼 위에 가게를 지을 계획이 있다.

## 같이 보기
- 폐역